# Виза C
Виза C (англ. C visa) — категория неиммиграционных виз, предназначенная для лиц, путешествующих прямым и непрерывным транзитом через Соединённые Штаты по пути в другую страну, за некоторыми исключениями. Данными исключениями являются транзитные поездки лиц, на которых распространяется действие программы безвизового въезда, и поездки граждан государств, с которыми у Соединённых Штатов имеется межгосударственное соглашение о безвизовом въезде в США.

## Типы визы

### C-1
Виза C-1 выдаётся для немедленного и непрерывного транзита через Соединённые Штаты в нужную для заявителя страну. Получатели визы не имеют права на продление или изменение статуса и должны иметь достаточно средств для осуществления транзита и въезда в зарубежную страну назначения. Максимальный срок пребывания — 29 дней. 

### C-2
Виза C-2 является дипломатической и позволяет людям поездки в Соединённые Штаты с целью немедленного и непрерывного транзита в штаб-квартиру Организации Объединённых Наций и из неё. Владельцы такой визы считаются «неиммигрантами с географическим ограничением». 
Зона передвижения для получателей визы C-2 ограничена радиусом 25 миль от Колумбус-Серкл, что в Нью-Йорке эквивалентно отметке нулевой километр. Данная площадь известна в статье 22 Кодекса США как «Район штаб-квартиры Организации Объединённых Наций». Виза действительна в течение всего срока пребывания данного лица в Организации Объединённых Наций. Это наиболее актуально для стран, у которых нет хороших отношений с Соединёнными Штатами. Канцелярия Постоянного представителя Ирана при Организации Объединённых Наций заказала неофициальное обследование с помощью карты Хагстрома, определив, что охватываемая территория имеет границы в Парсиппани-Трой-Хиллс, штат Нью-Джерси, на границе Коннектикута и выезде 40 Скоростной автомагистрали Лонг-Айленда.

### C-3
Виза C-3 позволяет правительственным чиновникам, дипломатам и их семье, обслуживающему персоналу, прислуге и личным сотрудникам въехать в Соединённые Штаты с целью транзита. Максимальный срок пребывания — 29 дней.
Для получения данной визы заявитель должен иметь билет, необходимый для достижения пункта назначения, и средства, необходимые для завершения транзита. Поскольку нет зависимого класса визы, каждый член группы должен отдельно подавать заявление на визу C-3. Как и в случае со всеми транзитными визами США, лица моложе 13 или старше 80 лет обычно не обязаны присутствовать на собеседовании с консульскими офицерами США, хотя это может потребоваться по их усмотрению.

## Статистика выдачи виз
| Год  | Количество выданных виз C-1 | Количество выданных виз C-2 | Количество выданных виз C-3 |
| ---- | --------------------------- | --------------------------- | --------------------------- |
| 2004 | 81 292                      | 21                          | 7 963                       |
| 2005 | ▼ 65 272                    | ▲ 44                        | ▲ 10 537                    |
| 2006 | ▼ 54 994                    | ▼ 21                        | ▲ 12 198                    |
| 2007 | ▼ 47 714                    | ▲ 32                        | ▲ 13 392                    |
| 2008 | ▼ 34 466                    | ▼ 22                        | ▼ 12 745                    |
| 2009 | ▼ 27 589                    | ▼ 18                        | ▼ 10 780                    |
| 2010 | ▼ 19 452                    | ▲ 30                        | ▲ 13 867                    |
| 2011 | ▼ 13 423                    | ▼ 12                        | ▼ 13 757                    |
| 2012 | ▼ 12 028                    | ▲ 13                        | ▼ 13 022                    |
| 2013 | ▲ 12 707                    | ▼ 4                         | ▼ 9 724                     |
| 2014 | ▲ 13 606                    | ▲ 6                         | ▲ 11 554                    |
| 2015 | ▼ 11 736                    | ▲ 18                        | ▼ 9 786                     |
| 2016 | ▲ 11 992                    | ▼ 15                        | ▼ 9 073                     |
| 2017 | ▼ 11 061                    | ▼ 12                        | ▼ 8 262                     |
| 2018 | ▼ 9 563                     | ▼ 4                         | ▼ 6 085                     |
| 2019 | ▼ 9 112                     | ▲ 53                        | ▼ 5 179                     |
| 2020 | ▼ 5 228                     | ▼ 1                         | ▼ 2 355                     |
| 2021 | ▼ 3 790                     | ▲ 4                         | ▲ 2 507                     |